# Escultura per a Europa

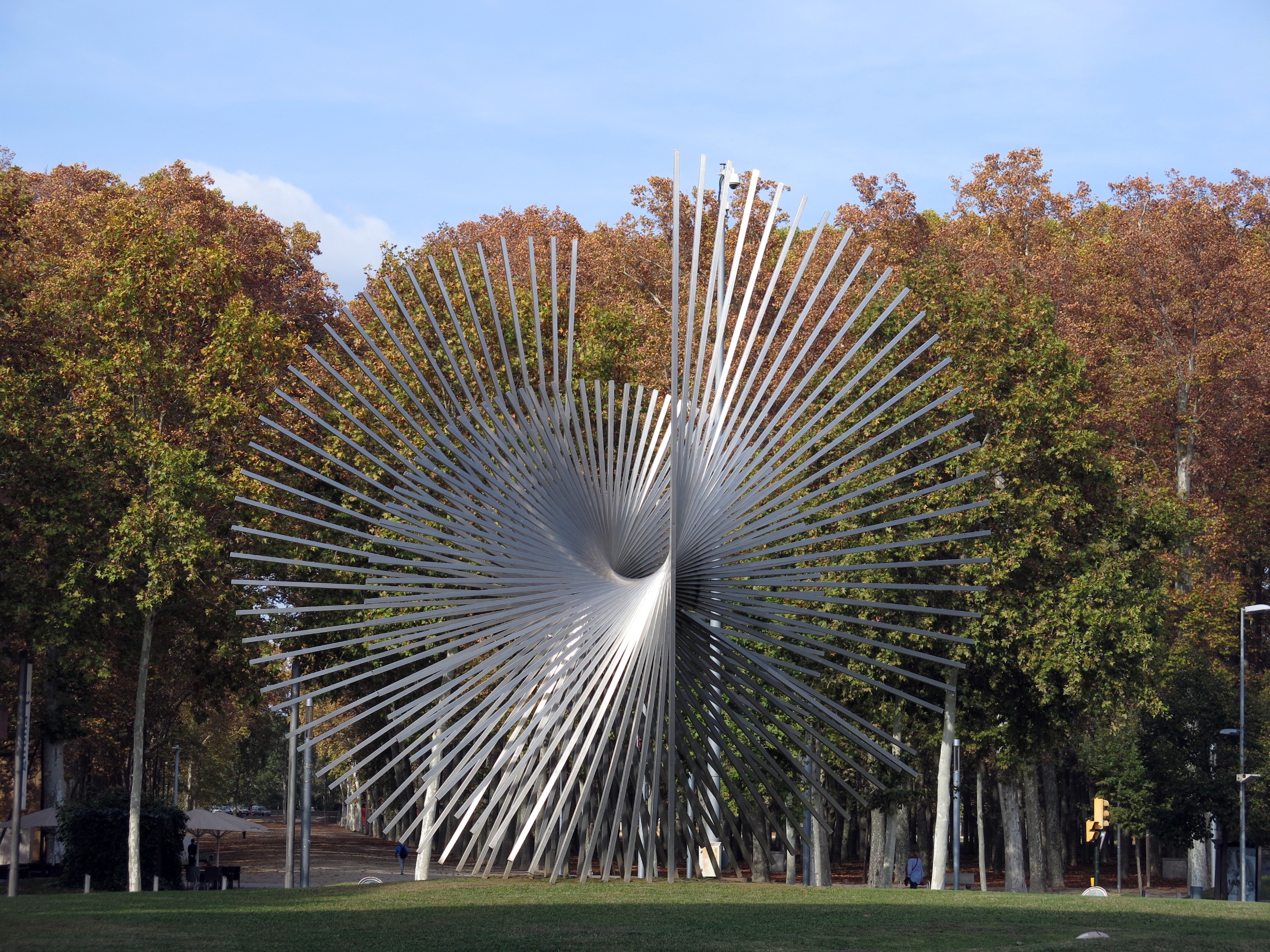
Escultura per a Europa, de Andreu Alfaro

Escultura per a Europa es una escultura urbana del último tercio del siglo XX del escultor valenciano Andreu Alfaro. Se encuentra en la ciudad española de Gerona, en la glorieta donde confluyen la calle Emili Grahit y el paseo de Olot (este-oeste) y calle Rafael Masó y calle Josep Maria Gironella (norte-sur).

## Historia
Escultura per a Europa fue inaugurada en el año 1984. La escultura de acero inoxidable, promovida por el Ayuntamiento de Gerona, pertenece a la Campaña de "Escultures al Carrer" del año 1983. Aunque su montaje e inauguración tuvo lugar un año después, año en que también se abrió el nuevo paseo de Olot.
La escultura ha permanecido en su emplazamiento original hasta julio de 2008, cuando fue trasladada a la rotonda del Pont del Vidal, en la misma ciudad de Gerona, a consecuencia de las obras que se debían realizar en el lugar derivadas de la llegada del tren de alta velocidad a la ciudad de Gerona.
A su vez se espera que acabadas las obras de la nueva estación, que traerán consigo la reordenación del entorno, la Escultura per a Europa pueda volver a su emplazamiento original en la plaza de Europa.

## Descripción
La obra realizada en acero inoxidable mide 900 x 900 x 600 centímetros. 
Como en tantos otros ejemplos repartidos por la geografía española, esta composición del escultor valenciano responde a las generatrius que lo consolidaron como artista. Con el uso de unos principios industriales muy sencillos consigue unos resultados de una geometría alegórica o esteticista.
En estas piezas, tanto el espacio como el espectador son una parte fundamental de la obra: las formas pulidas y brillantes están dispuestas formalmente de tal manera que es imposible verlas desde un solo punto de vista.
Además al tratarse de una espiral, es capaz de desprender diferente luz según el momento del día.
El movimiento que desprende la forma de la escultura queda en consonancia con el entorno donde está ubicada, ya que se trata de una de las localizaciones más transitadas de Gerona (Plaza de Europa).